# Richmond (Maine)
Richmond is een New England town in de Amerikaanse staat Maine, en valt bestuurlijk gezien onder Sagadahoc County. Bij de volkstelling in 2000 werd het aantal inwoners vastgesteld op 3298.
Hoofdplaats is Richmond met 1864 inwoners (2000).

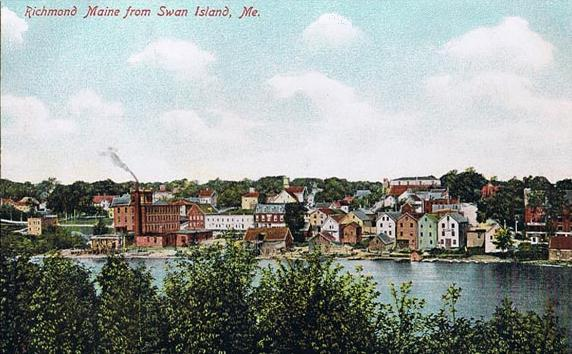
Richmond gezien vanaf Swan Island

## Plaatsen in de nabije omgeving
De onderstaande figuur toont nabijgelegen plaatsen in een straal van 24 km rond Richmond.